# Chrerng Polroth
Chrerng Polroth (sinh 4 tháng 7 năm 1997) là một cầu thủ bóng đá người Campuchia hiện đang chơi cho câu lạc bộ National Defense Ministry ở giải vô địch bóng đá Campuchia và là thành viên của đội tuyển bóng đá quốc gia Campuchia.

## Bàn thắng quốc tế
| #  | Ngày                 | Địa điểm                                       | Đối thủ   | Bàn thắng | Kết quả | Giải đấu     |
| -- | -------------------- | ---------------------------------------------- | --------- | --------- | ------- | ------------ |
| 1. | 1 tháng 9 năm 2016   | Sân vận động Vượng Giác, Hồng Kông             | Hồng Kông | 1–1       | 2–4     | Giao hữu     |
| 2. | 26 tháng 11 năm 2016 | Sân vận động Wunna Theikdi, Naypyidaw, Myanmar | Việt Nam  | 1–2       | 1–2     | AFF Cup 2016 |

## Danh hiệu

### Câu lạc bộ
Svay Rieng
- Cambodian League: 2012
- Hun Sen Cup: 2011, 2012

National Defense Ministry
- Hun Sen Cup: 2016